# Francisco Félix de Dusay y de Fivaller

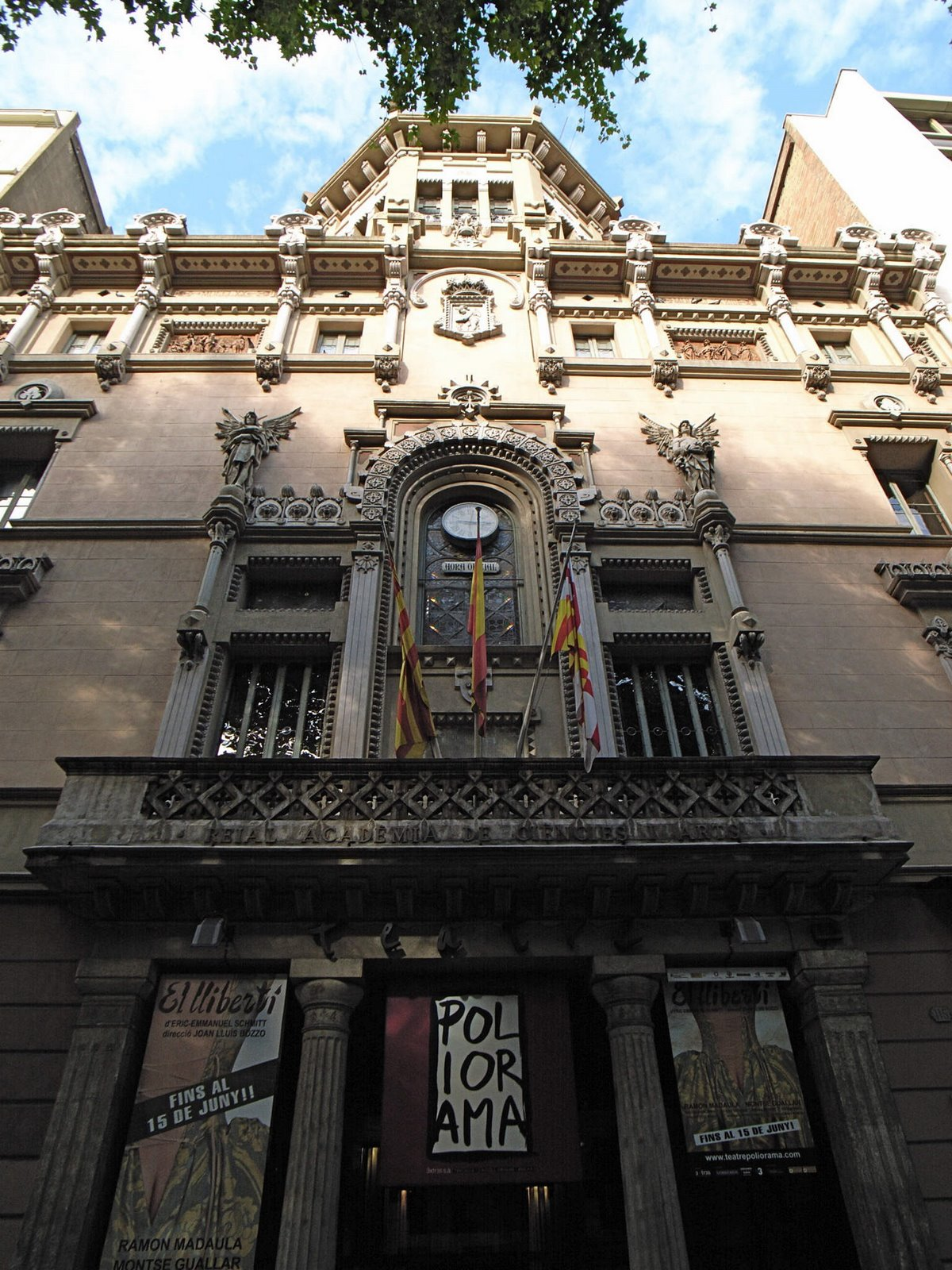
Sede de la Real Academia de Ciencias y Artes de Barcelona, en Las Ramblas. El edificio es obra del arquitecto modernista José Doménech y Estapá.

Francisco Félix de Dusay y de Fivaller (Barcelona, 1730 — Tarragona, 1793) fue un erudito español, uno de los fundadores de la Real Academia de Ciencias y Artes de Barcelona.

## Biografía
Fue socio fundador de la Conferencia Physycomatemática Experimental, fundada en 1764, nombre de la actual Real Academia de Ciencias y Artes de Barcelona. Vicepresidente de la entidad entre 1766 y 1968, y presidente de la "Real Conferencia Física" que la sucedió. 
Formó parte de la Real Junta Particular de Comercio de Barcelona, siendo uno de los tres vocales comisionados (en 1777) para encargar a Antonio de Capmany de Montpalau y de Surís la redacción de las Memorias históricas sobre la marina, commercio, y artes de la antigua ciudad de Barcelona (4 vols 1779-1792), en cuya edición intervino. Colaboró en las investigaciones de Joan Pau Canals para obtener la púrpura.
Pertenecía a la noble familia catalana de los Dusay (o Usall), que tuvo varios miembros ilustres a lo largo de la historia: por ejemplo, en el siglo XII, a Ramón Dusay, obispo de Gerona; y en el siglo XIII a Eymeric de Usall, embajajador y familiar del rey; y otros que ejercieron importantes responsabilidades, tales como: veguer, virrey de Cerdeña, Diputado general de Cataluña, o Conseller en cap de Barcelona.
Con la finalidad de distinguir a su familia, el rey Carlos IV, creó el Marquesado de Dusay en 1795, a favor de su hijo, Francisco de Dusay y de Mari. La denominación del título nobiliario sería cambiado posteriormente al de Marquesado de Monistrol de Noya, nombre que mantiene en la actualidad.